# Saihou Gassama
Saihou Gassama (Banjul, 11 dicembre 1993) è un calciatore gambiano, centrocampista del Cuarte.

## Carriera

### Club
Dopo aver disputato le giovanili nel Gambia Ports Authority, viene acquistato ancora minorenne dagli spagnoli del Santa Isabel. Nel 2011 è prelevato dal Real Saragozza B, neo promosso in Segunda División B. Segna la sua unica rete nel 2-1 contro l'Alavés. Nel 2013-2014 viene ceduto al Sariñena. Il 19 luglio 2014, viene acquistato a titolo definitivo dall'Huesca.
Nonostante le 19 presenze e una rete, cambia ancora casacca nella stagione successiva, rimanendo sempre in Spagna, stavolta al Lorca. Nel giugno 2016, la società decide di non continuare il contratto e rimane svincolato. Nel gennaio 2017 viene prelevato così a parametro zero dal Mancha Real. Lo stesso anno, all'ultima giornata di calciomercato passa al Teruel. Dal gennaio 2018 è in forza all'Izarra, con la quale disputa 11 gare.

### Nazionale
Ha esordito in nazionale nel 2012. In totale ha disputato 5 gare, realizzando anche un gol durante la qualificazione per la Coppa d'Africa nella sconfitta per 4-1 contro l'Algeria.

## Statistiche

### Cronologia presenze e reti in nazionale
| Cronologia completa delle presenze e delle reti in nazionale ― Gambia | Cronologia completa delle presenze e delle reti in nazionale ― Gambia | Cronologia completa delle presenze e delle reti in nazionale ― Gambia | Cronologia completa delle presenze e delle reti in nazionale ― Gambia | Cronologia completa delle presenze e delle reti in nazionale ― Gambia | Cronologia completa delle presenze e delle reti in nazionale ― Gambia | Cronologia completa delle presenze e delle reti in nazionale ― Gambia | Cronologia completa delle presenze e delle reti in nazionale ― Gambia |
| Data                                                                  | Città                                                                 | In casa                                                               | Risultato                                                             | Ospiti                                                                | Competizione                                                          | Reti                                                                  | Note                                                                  |
| --------------------------------------------------------------------- | --------------------------------------------------------------------- | --------------------------------------------------------------------- | --------------------------------------------------------------------- | --------------------------------------------------------------------- | --------------------------------------------------------------------- | --------------------------------------------------------------------- | --------------------------------------------------------------------- |
| 29-2-2012                                                             | Bakau                                                                 | Gambia                                                                | 1 – 2                                                                 | Algeria                                                               | Qual. Coppa d'Africa 2013                                             | -                                                                     | 75’                                                                   |
| 2-6-2012                                                              | Bakau                                                                 | Gambia                                                                | 1 – 1                                                                 | Marocco                                                               | Qual. Mondiali 2014                                                   | -                                                                     | 92’                                                                   |
| 10-6-2012                                                             | Dar-es-Salaam                                                         | Tanzania                                                              | 2 – 1                                                                 | Gambia                                                                | Qual. Mondiali 2014                                                   | -                                                                     |                                                                       |
| 15-6-2012                                                             | Blida                                                                 | Algeria                                                               | 4 – 1                                                                 | Gambia                                                                | Qual. Coppa d'Africa 2013                                             | 1                                                                     |                                                                       |
| 20-1-2013                                                             | Niamey                                                                | Niger                                                                 | 1 – 3                                                                 | Gambia                                                                | Amichevole                                                            | -                                                                     |                                                                       |
| 23-3-2013                                                             | Abidjan                                                               | Costa d'Avorio                                                        | 3 – 0                                                                 | Gambia                                                                | Qual. Mondiali 2014                                                   | -                                                                     | 64’                                                                   |
| Totale                                                                |                                                                       | Presenze                                                              | 6                                                                     |                                                                       | Reti                                                                  | 1                                                                     |                                                                       |